# Estoril Open 2012 - Qualificazioni singolare femminile
Le qualificazioni del singolare  femminile dell'Estoril Open 2012 sono state un torneo di tennis preliminare per accedere alla fase finale della manifestazione. I vincitori dell'ultimo turno sono entrati di diritto nel tabellone principale. In caso di ritiro di uno o più giocatori aventi diritto a questi sono subentrati i lucky loser, ossia i giocatori che hanno perso nell'ultimo turno ma che avevano una classifica più alta rispetto agli altri partecipanti che avevano comunque perso nel turno finale.

## Giocatrici

### Teste di serie
1. Sloane Stephens (ultimo turno)
2. Stéphanie Foretz Gacon (secondo turno)
3. Anastasija Rodionova (secondo turno)
4. Arantxa Rus (primo turno)

1. Heather Watson (qualificata)
2. Andrea Hlaváčková (primo turno)
3. Sesil Karatančeva (secondo turno)
4. Lara Arruabarrena Vecino (ultimo turno)

### Qualificate
1. Heather Watson
2. Karin Knapp

1. María-Teresa Torró-Flor
2. Kristina Barrois

## Tabellone qualificazioni

### 1ª sezione
|  | Primo turno       | Primo turno          | Primo turno          | Primo turno | Primo turno |  |  | Secondo turno | Secondo turno   | Secondo turno   | Secondo turno  | Secondo turno |   |   | Ultimo turno | Ultimo turno    | Ultimo turno | Ultimo turno | Ultimo turno |  |
|  |                   |                      |                      |             |             |  |  |               |                 |                 |                |               |   |   |              |                 |              |              |              |  |
|  | 1                 | Sloane Stephens      | Sloane Stephens      | 6           | 6           |  |  |               |                 |                 |                |               |   |   |              |                 |              |              |              |  |
|  | WC                | Margarida Moura      | Margarida Moura      | 0           | 1           |  |  | 1             | Sloane Stephens | Sloane Stephens | 6              | 6             |   |   |              |                 |              |              |              |  |
|  | Jaroslava Švedova | Jaroslava Švedova    | Jaroslava Švedova    | 65          | 4           |  |  |               | Bianca Botto    | Bianca Botto    | 4              | 2             |   |   |              |                 |              |              |              |  |
|  | Bianca Botto      | Bianca Botto         | Bianca Botto         | 7           | 6           |  |  |               |                 |                 |                |               |   |   | 1            | Sloane Stephens | 6            | 4            | 2            |  |
|  |                   | Zhang Shuai          | Zhang Shuai          | 6           | 7           |  |  |               |                 | 5               | Heather Watson | 4             | 6 | 6 |              |                 |              |              |              |  |
|  | WC                | Anastasija Sevastova | Anastasija Sevastova | 4           | 5           |  |  |               | Zhang Shuai     | Zhang Shuai     | 4              | 1             |   |   |              |                 |              |              |              |  |
|  |                   | Caroline Garcia      | Caroline Garcia      | 1           | 1           |  |  | 5             | Heather Watson  | Heather Watson  | 6              | 6             |   |   |              |                 |              |              |              |  |
|  | 5                 | Heather Watson       | Heather Watson       | 6           | 6           |  |  |               |                 |                 |                |               |   |   |              |                 |              |              |              |  |

### 2ª sezione
|  | Primo turno          | Primo turno            | Primo turno            | Primo turno | Primo turno |  |  | Secondo turno | Secondo turno          | Secondo turno          | Secondo turno        | Secondo turno        |   |    | Ultimo turno | Ultimo turno | Ultimo turno | Ultimo turno | Ultimo turno |  |
|  |                      |                        |                        |             |             |  |  |               |                        |                        |                      |                      |   |    |              |              |              |              |              |  |
|  | 2                    | Stéphanie Foretz Gacon | Stéphanie Foretz Gacon | 7           | 7           |  |  |               |                        |                        |                      |                      |   |    |              |              |              |              |              |  |
|  |                      | Aleksandra Krunić      | Aleksandra Krunić      | 5           | 5           |  |  | 2             | Stéphanie Foretz Gacon | Stéphanie Foretz Gacon | 3                    | 2                    |   |    |              |              |              |              |              |  |
|  | Karin Knapp          | Karin Knapp            | Karin Knapp            | 6           | 6           |  |  |               | Karin Knapp            | Karin Knapp            | 6                    | 6                    |   |    |              |              |              |              |              |  |
|  | Nastassja Burnett    | Nastassja Burnett      | Nastassja Burnett      | 3           | 1           |  |  |               |                        |                        |                      |                      |   |    | Karin Knapp  | Karin Knapp  | Karin Knapp  | 6            | 7            |  |
|  | Claire Feuerstein    | Claire Feuerstein      | Claire Feuerstein      | 2           | 6(1)        |  |  |               |                        | Mariana Duque-Mariño   | Mariana Duque-Mariño | Mariana Duque-Mariño | 3 | 63 |              |              |              |              |              |  |
|  | Mariana Duque-Mariño | Mariana Duque-Mariño   | Mariana Duque-Mariño   | 6           | 7           |  |  |               | Mariana Duque-Mariño   | 1                      | 6                    | 6                    |   |    |              |              |              |              |              |  |
|  |                      | Maria Elena Camerin    | 6                      | 1           | 2           |  |  | 7             | Sesil Karatančeva      | 6                      | 3                    | 1                    |   |    |              |              |              |              |              |  |
|  | 7                    | Sesil Karatančeva      | 3                      | 6           | 6           |  |  |               |                        |                        |                      |                      |   |    |              |              |              |              |              |  |

### 3ª sezione
|  | Primo turno             | Primo turno             | Primo turno             | Primo turno | Primo turno |  |  | Secondo turno           | Secondo turno           | Secondo turno           | Secondo turno           | Secondo turno           |   |   | Ultimo turno            | Ultimo turno            | Ultimo turno            | Ultimo turno | Ultimo turno |  |
|  |                         |                         |                         |             |             |  |  |                         |                         |                         |                         |                         |   |   |                         |                         |                         |              |              |  |
|  | 3                       | Anastasija Rodionova    | Anastasija Rodionova    | 6           | 7           |  |  |                         |                         |                         |                         |                         |   |   |                         |                         |                         |              |              |  |
|  |                         | Annika Beck             | Annika Beck             | 2           | 63          |  |  | 3                       | Anastasija Rodionova    | Anastasija Rodionova    | 2                       | 3                       |   |   |                         |                         |                         |              |              |  |
|  | Petra Rampre            | Petra Rampre            | Petra Rampre            | 6           | 1           |  |  |                         | María-Teresa Torró-Flor | María-Teresa Torró-Flor | 6                       | 6                       |   |   |                         |                         |                         |              |              |  |
|  | María-Teresa Torró-Flor | María-Teresa Torró-Flor | María-Teresa Torró-Flor | 78          | 6           |  |  |                         |                         |                         |                         |                         |   |   | María-Teresa Torró-Flor | María-Teresa Torró-Flor | María-Teresa Torró-Flor | 6            | 6            |  |
|  |                         | Ekaterina Ivanova       | Ekaterina Ivanova       | 6           | 6           |  |  |                         |                         | Estrella Cabeza Candela | Estrella Cabeza Candela | Estrella Cabeza Candela | 3 | 3 |                         |                         |                         |              |              |  |
|  | WC                      | Rita Vilaça             | Rita Vilaça             | 3           | 0           |  |  | Ekaterina Ivanova       | Ekaterina Ivanova       | Ekaterina Ivanova       | 0                       | 2                       |   |   |                         |                         |                         |              |              |  |
|  |                         | Estrella Cabeza Candela | Estrella Cabeza Candela | 6           | 6           |  |  | Estrella Cabeza Candela | Estrella Cabeza Candela | Estrella Cabeza Candela | 6                       | 6                       |   |   |                         |                         |                         |              |              |  |
|  | 6                       | Andrea Hlaváčková       | Andrea Hlaváčková       | 3           | 4           |  |  |                         |                         |                         |                         |                         |   |   |                         |                         |                         |              |              |  |

### 4ª sezione
|  | Primo turno      | Primo turno              | Primo turno              | Primo turno | Primo turno |  |  | Secondo turno | Secondo turno            | Secondo turno            | Secondo turno            | Secondo turno |   |   | Ultimo turno | Ultimo turno     | Ultimo turno | Ultimo turno | Ultimo turno |  |
|  |                  |                          |                          |             |             |  |  |               |                          |                          |                          |               |   |   |              |                  |              |              |              |  |
|  | 4                | Arantxa Rus              | Arantxa Rus              | 3           | 1           |  |  |               |                          |                          |                          |               |   |   |              |                  |              |              |              |  |
|  | Alt              | Abigail Spears           | Abigail Spears           | 6           | 6           |  |  | Alt           | Abigail Spears           | Abigail Spears           | 2                        | 5             |   |   |              |                  |              |              |              |  |
|  | Elica Kostova    | Elica Kostova            | Elica Kostova            | 4           | 2           |  |  |               | Kristina Barrois         | Kristina Barrois         | 6                        | 7             |   |   |              |                  |              |              |              |  |
|  | Kristina Barrois | Kristina Barrois         | Kristina Barrois         | 6           | 6           |  |  |               |                          |                          |                          |               |   |   |              | Kristina Barrois | 6            | 2            | 6            |  |
|  |                  | Laura Thorpe             | 6                        | 4           | 6           |  |  |               |                          | 8                        | Lara Arruabarrena Vecino | 4             | 6 | 2 |              |                  |              |              |              |  |
|  | WC               | Sofia Araújo             | 2                        | 6           | 2           |  |  |               | Laura Thorpe             | Laura Thorpe             | 4                        | 1             |   |   |              |                  |              |              |              |  |
|  |                  | Aravane Rezaï            | Aravane Rezaï            | 3           | 4           |  |  | 8             | Lara Arruabarrena Vecino | Lara Arruabarrena Vecino | 6                        | 6             |   |   |              |                  |              |              |              |  |
|  | 8                | Lara Arruabarrena Vecino | Lara Arruabarrena Vecino | 6           | 6           |  |  |               |                          |                          |                          |               |   |   |              |                  |              |              |              |  |